# Kanton Villiers-le-Bel
Kanton Villiers-le-Bel is een kanton van het Franse departement Val-d'Oise. Kanton Villiers-le-Bel maakt deel uit van het arrondissement Sarcelles en telde 38.436 inwoners in 1999.

## Gemeenten
Het kanton Villiers-le-Bel omvatte tot 2014 de volgende 2 gemeenten:
- Arnouville-lès-Gonesse
- Villiers-le-Bel (hoofdplaats)

Ingevolge het decreet van 17 februari 2014 met uitwerking in maart 2015 werd het kanton gewijzigd. Sindsdien omvat het volgende 7 gemeenten : 
- Bonneuil-en-France
- Bouqueval
- Gonesse
- Roissy-en-France
- Le Thillay
- Vaudherland
- Villiers-le-Bel (hoofdplaats)